# Lythtis
Lythtis (リスティス?, Risutisu) è un  manga in stile fantasy di Hiroyuki Utatane.
Questo manga è stato pubblicato per la prima volta in Giappone nel 1995. In Italia la serie è stata pubblicata da Panini Comics sotto l'etichetta Planet Manga sulla testata Manga Storie in quattro volumi. La serializzazione di questa serie è molto particolare, siccome né l'edizione italiana né quella giapponese sono finite. La serie italiana si è fermata nel marzo del 1999 attendendo nuovo materiale dal Giappone, materiale che però non è mai arrivato. È anche da notare che tra il primo ed il secondo volume nipponico sono passati ben tre anni.